# Антоній Емере
Антоній Даніель Чуквебука Емере (нар. 27 березня 2002, Харків, Україна) — український футболіст нігерійського походження, півзахисник ФК «Ужгород».

## Клубна кар'єра
Футболом розпочав займатися у харківському «Металісті», згодом перейшов до системи «Динамо» (Київ), а ще згодом до «Шахтаря» (Донецьк). Після сезону 2020/21, який провів у складі аматорського «Авангарда» (Харків), підписав контракт з «Металістом 1925». 
Сезон 2021/22 відіграв у складі юнацької команди «Металіста 1925», де був справжній лідером команди та її кращим бомбардиром. У 18-ти матчах юнацької першості у Емере дев'ять голів та п'ять гольових передач.
22 вересня 2022 року перейшов на умовах оренди до клубу Першої ліги України «Гірник-Спорт» (Горішні Плавні).

## Кар'єра в збірній
У 2017—2018 роках викликався до лав юнацької збірної України (U-15) та (U-16).